# Gleisdreieck (Metro de Berlín)
Gleisdreieck es una estación del Metro de Berlín localizada en un viaducto en las líneas U1, U2 y U3 en el distrito de Kreuzberg. La estación tiene plataformas elevaron encima del suelo para ambas líneas.

## Visión general

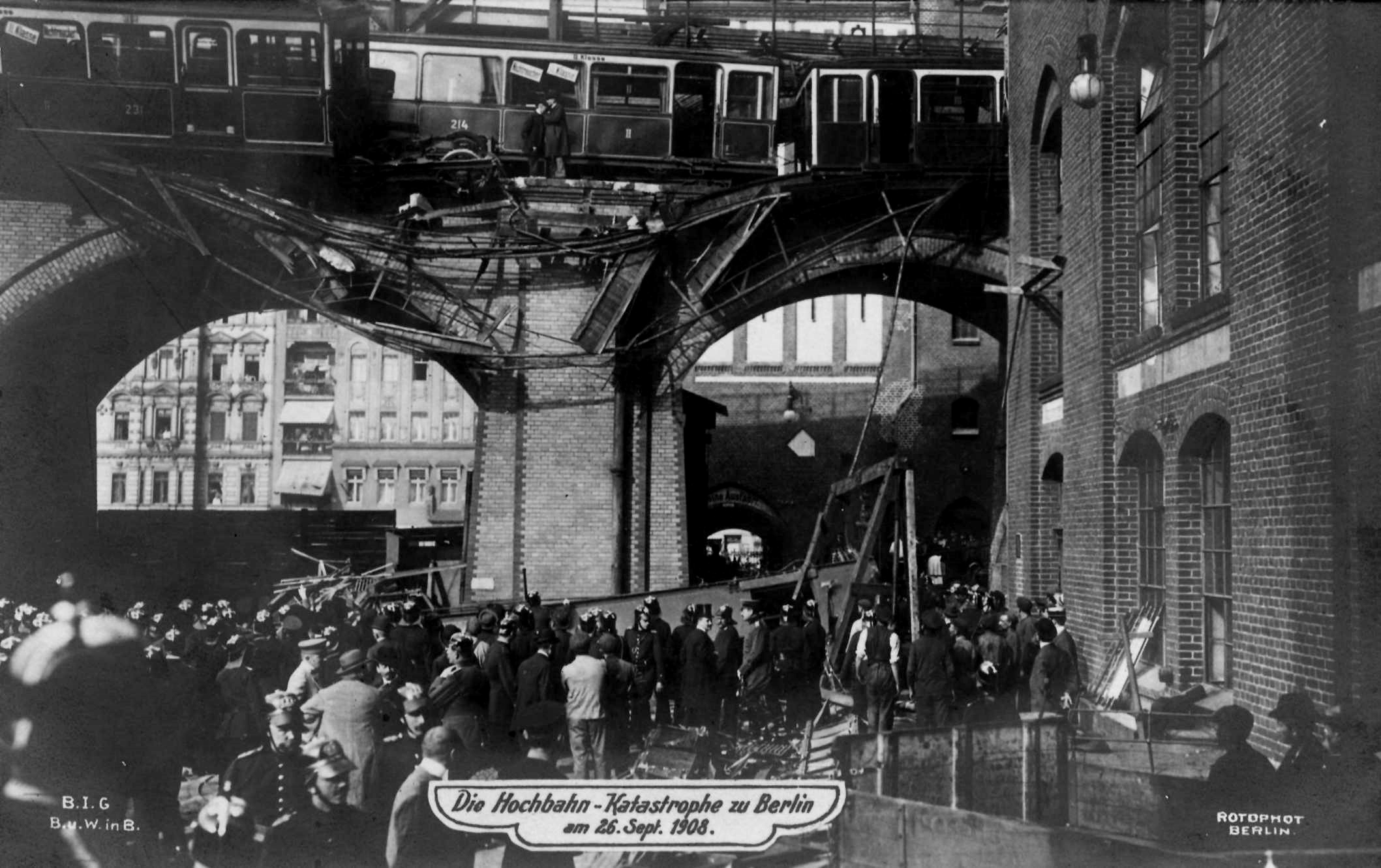
Accidente de Gleisdreieck, 1908

El nombre de la estación literalmente significa "triángulo ferroviario" o wye en inglés y marca el sitio de un cruce de líneas de tren más viejas construida en 1902, donde las tres ramas del primer Stammstrecke del U-Bahn se encontraban: Zoologischer Garten, Potsdamer Platz y Warschauer Brücke. Un accidente importante en el triángulo ocurrió el 26 de septiembre de 1908, cuándo dos trenes chocaron. Un automóvil perdió el control y cayó desde el viaducto, asesinando 18 personas e hiriendo a 21. Después de ese incidente peligroso, el triángulo de un solo nivel de 1912 fue reconstruido y reemplazado por la actual estación de dos niveles. Desde entonces no hay conexión de vías directa entre las dos líneas en Gleisdreieck, sólo una intersección.
Aun así en 1939 el Túnel Norte-Sur del S-Bahnestuvo abierto en proximidad cercana, aunque no hay ningún intercambio al sistema del S-Bahn
Después de la construcción del Muro de Berlín el 13 de agosto de 1961 la plataforma baja se convirtió en la terminal oriental del U2, hasta que el servicio finalmente fue interrumpido el 1 de enero de 1972. Entre 1984 y 1991 sirvió como la terminal sureste del M-Bahn. El 13 de noviembre de 1993 el servicio fue restablecido completamente en la línea u2. Esta estación es la más occidental en Kreuzberg para ambas líneas.
El Museo Alemán de Tecnología (Deutsches Technikmuseum) está ubicado junto a la estación. El nombre Gleisdreieck también refiere a una área grande en el del sur, los ex patios de carga del Anhalter y Potsdamer Bahnhof, los cuales fueron rediseñados como un parque urbano.

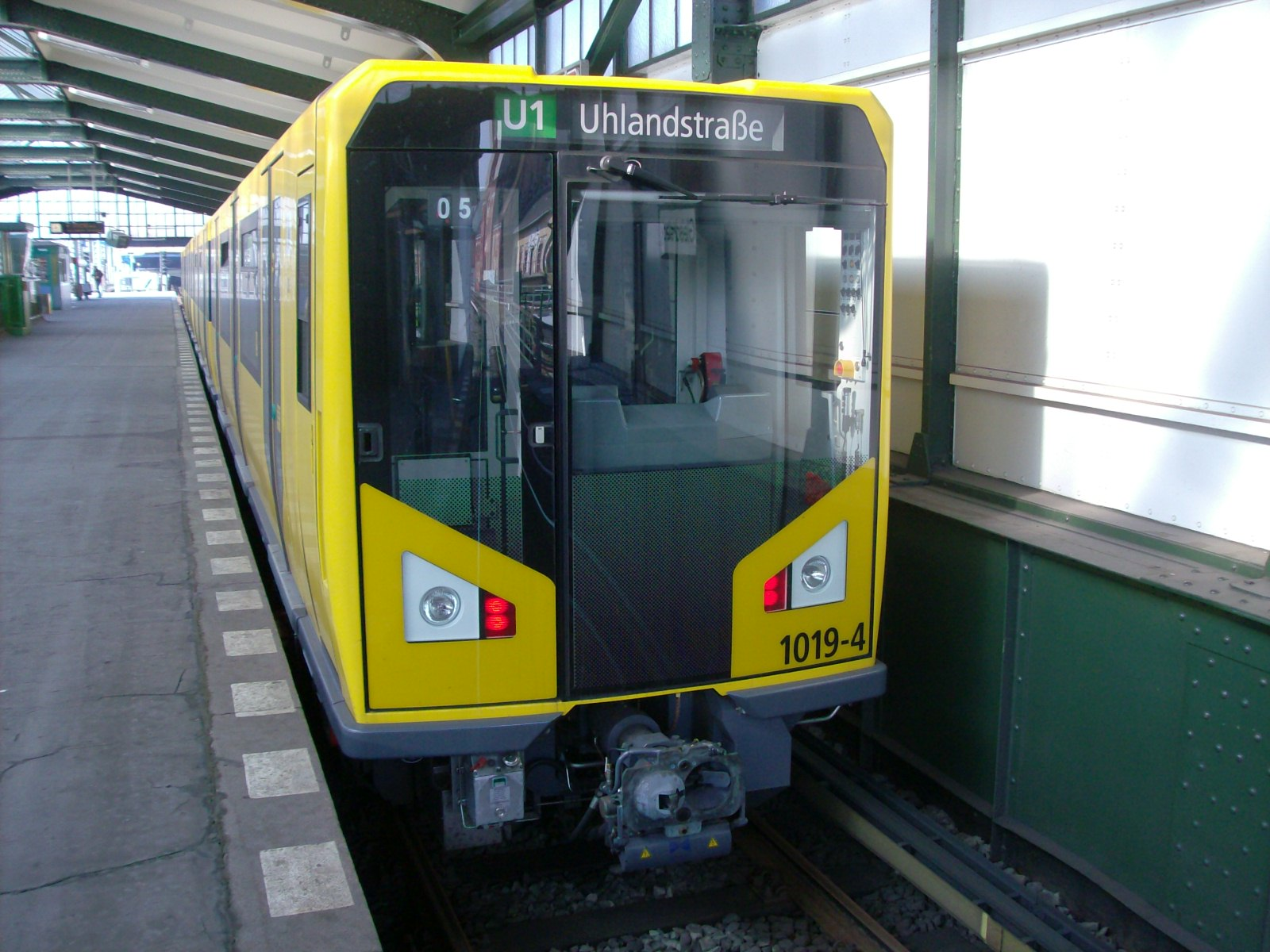
Plataforma superior de la línea U1, con un tren HK tren partiendo hacia Uhlandstraße